# Rue Jean-Nohain
Pour les articles homonymes, voir Nohain (homonymie).
La rue Jean-Nohain est une voie du 19e arrondissement de Paris, en France.

## Situation et accès
La rue Jean-Nohain est une voie publique située dans le 19e arrondissement de Paris. Elle débute au 2, rue Clovis-Hugues et se termine en impasse.

## Origine du nom
Elle porte le nom du producteur d'émissions radiophoniques et télévisées Jean-Marie Legrand dit Jean Nohain (1900-1981), qui fut également avocat, journaliste et auteur dramatique.

## Historique
La voie est créée sous le nom provisoire de « voie X/19 », prend sa dénomination actuelle par un arrêté municipal du 14 janvier 1994 et est classée dans la voirie parisienne par un arrêté municipal du 18 juin 1992.